# Historia gryfickiej „Solidarności”

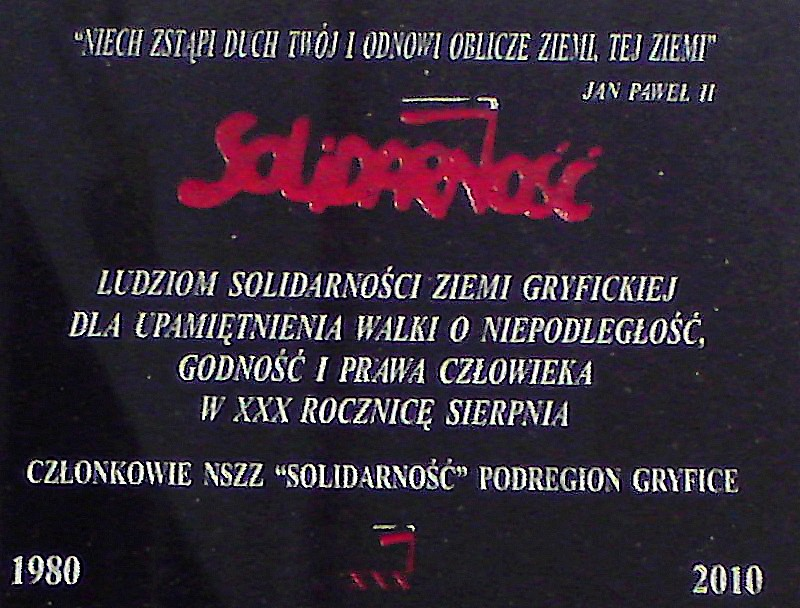
Tablica pamięci: Ludziom „Solidarności” ziemi gryfickiej

Historia gryfickiej „Solidarności” obejmuje działalność solidarnościowych związków zawodowych na terenie Gryfic, w latach 1980-2010.

## Początki ruchu solidarnościowego
Przełom lat 70. i 80. XX w. to okres pogarszającej się sytuacji ekonomicznej kraju. Na terenie Gryfic powstały nieformalne związki robotnicze i pracownicze solidaryzujące się z głównymi ośrodkami w kraju. Rozpoczęły otwartą walkę z dotychczasowym systemem władzy. W obronie praw pracowniczych powstał Niezależny Samorządny Związek Zawodowy „Solidarność” – zarejestrowany 10 listopada 1980 r., do którego przyłączyła się grupa opozycjonistów ziemi gryfickiej.

## Związki zawodowe
Po podpisaniu porozumień sierpniowych (30 sierpnia 1980 r.), z ówczesnymi władzami politycznymi w Szczecinie (Marian Jurczyk) powstały tzw. Delegatury Regionu Zachodniopomorskiego w Gryficach i Trzebiatowie. Zarząd Delegatury został powołany z przedstawicieli związkowych miejscowych i zamiejscowych zakładów pracy, tj. Cukrowni Gryfice, PBR, Hydromy, Mleczarni, Prokomu, Centrali Nasiennej, ZZOZ Gryfice, ZNMR, SHR (Trzygłów, Prusinowo, Dargosław, Mechowo), KPGR (Płoty, Wyszobór) oraz ZNMR Płoty. Pierwszym Przewodniczącym Zarządu został Andrzej Romanewicz. Funkcję po nim przejął Andrzej Popielski.
Na terenie miasta działały również NSZZ Rzemieślników „Solidarność”, który był reprezentowany przez Ryszarda Bobera i Huberta Wierzbickiego oraz NSZZ Rolników Indywidualnych „Solidarność”, którego współzałożycielem w województwie szczecińskim był m.in. Artur Balazs, uczestnik wielu akcji protestacyjnych i strajkowych oraz sygnatariusz porozumień z rządem. 13 grudnia 1981 r., internowany i osadzony w Ośrodku Odosobnienia przy Zakładzie Karnym w Goleniowie. Poseł na Sejm X, I, III, IV kadencji i senator III kadencji, minister w wielu rządach RP.
Gryficki NSZZ Rolników Indywidualnych „Solidarność” – reprezentowali Stefan Dragun oraz Ryszard Bidler. 5 czerwca 1981 r. podczas pierwszego Zjazdu Regionu Pomorze Zachodnie w Szczecinie Delegaturę gryficką reprezentowali: B. Andrusieczko, J. Dmowski, C. Drabik, Z. Janecki, A. Popielski, J. Przedaszek, Z. Rychlik i Z. Szulejko.

## Stan wojenny. Delegalizacja związków zawodowych
13 grudnia 1981 r., po wprowadzeniu stanu wojennego (1981-1983), 4 miejscowe jednostki wojskowe postawiono w stan gotowości bojowej. Na ulicach Gryfic pojawiły się czołgi, wozy opancerzone, patrole wojskowe, ORMO (Ochotnicza Rezerwa Milicji Obywatelskiej), MO (Milicja Obywatelska) i ROMO (Rezerwowe Oddziały Milicji Obywatelskiej). Zmilitaryzowane zostały ważniejsze sektory gospodarki lokalnej, tj. komunikacja, telekomunikacja i energetyka. Wyłączono komunikację telefoniczną (po przywróceniu jej była kontrolowana), wprowadzono cenzurę i godzinę milicyjną od 19. do 6. rano (później od 22. do 6.), ograniczono możliwość swobodnego przemieszczania się, zmian pobytu stałego i czasowego na terenie kraju, wstrzymano wyjazdy zagraniczne oraz zajęcia w szkołach. Ograniczenia te również tyczyły wszelkich zgromadzeń społecznych. Na kilka miesięcy całkowicie zanikło życie kulturalne i sportowe w mieście.
Zdelegalizowano również NSZZ „Solidarność”, w tym RI „S” i Rzemieślników „S”, natomiast działaczy solidarnościowych z terenu gryfickiego aresztowano i osadzono w więzieniu. Wśród nich byli: Stefan Dragun, Remigiusz Kępiński, Wiesław i Zygmunt Serafinowie. Po opuszczeniu zakładu karnego zmuszeni zostali do opuszczenia Polski. W czasie stanu wojennego członkowie gryfickiej „Solidarności” zeszli do „podziemia”. Podejmowali dalsze działania, które miały na celu m.in. zdobywanie i rozpowszechnianie podziemnych, nielegalnych pism i ulotek, zbieranie funduszy na pomoc represjonowanym i ich rodzinom oraz organizację podziemnych struktur związkowych. Struktury te przetrwały, mimo że były indoktrynowane i zastraszane przez ówczesny aparat Służb Bezpieczeństwa (SB). Działalność „podziemia” była wspomagana bezinteresownie przez rzesze bezimiennych i anonimowych ludzi.

## Reaktywacja ruchu solidarnościowego
W latach 1988–1989 podejmowano próby reaktywowania działalności solidarnościowej na terenie miasta. Przyczynkiem miały być wydarzenia związane z powołaniem przez Lecha Wałęsę Tymczasowej Rady NSZZ „Solidarność” (29 września 1986 r.), Krajowej Komisji Wykonawczej NSZZ „Solidarność” (25 października 1987 r.) oraz fali strajków, jakie miały miejsce w Polsce w 1988 r. Spotkania gryfickich „opozycjonistów” odbywały się w prywatnych mieszkaniach oraz siedzibie parafii kościoła WNMP przy ul. 3 Maja. Po porozumieniach „okrągłego stołu” (od 6 lutego do 5 kwietnia 1989 r.) oficjalnie reaktywowano działalność solidarnościową.
W Gryficach powołano Międzyzakładowy Komitet Organizacyjny, który skupiał 45 komisji zakładowych. Przewodniczącym MKO został Włodzimierz Blumensztain. Komitet, prócz działań statutowych, prowadził również tzw. „pomocowe” dla mieszkańców miasta, liczne sprawy interwencyjne oraz pomoc prawną. Z inicjatywy MKO powstał Obywatelski Komitet Porozumiewawczy „Solidarność”, który był wspomagany przez „gryficką inteligencję”. OKP „Solidarność” czynnie włączyła się do wyborów parlamentarnych (4 czerwca 1989 r.) oraz pierwszych „wolnych” wyborów samorządowych (27 maja 1990 r.) Siedziba Oddziału Zarządu Regionu NSZZ „Solidarność” Pomorza Zachodniego w Gryficach mieściła się początkowo w urzędzie miasta, dziś przy ul. Sportowej 13 w Gryficach (stan na 22 września 2010 r.)

## Ku pamięci ludziom „Solidarności”
W 1989 r. na skwerze przy ul. 11 listopada położono kamień węgielny pod przyszły pomnik Orła Białego, który miał zwieńczyć działalność solidarnościową na ziemi gryfickiej. Projekt nie został zrealizowany ze względu na brak funduszy i zainteresowania miejscowych władz.
5 września 2010 r. podczas XXX jubileuszu działalności gryfickich członków NSZZ „Solidarność” odsłonięto w kruchcie kościoła pw. Wniebowzięcia Najświętszej Maryi Panny w Gryficach pamiątkową tablicę. Została poświęcona ruchowi związkowemu, jaki kształtował się na terenie Gryfic w latach 1980-2010. Tablica głosi: Ludziom Solidarności ziemi gryfickiej dla upamiętnienia walk o niepodległość, godność i prawa człowieka, w XXX rocznicę sierpnia. W wydarzeniu udział brał Longin Komołowski, poseł na Sejm RP III i VI kadencji, działacz związkowy i społeczny.

## Odznaczenia za działalność
W roku 2007 za działalność solidarnościową miejscowym działaczom wręczono wysokie odznaczenia państwowe. Krzyżem Oficerskim Orderu Odrodzenia Polski (IV klasa) zostali uhonorowani: Stefan Dragun i Jan Brzykcy, natomiast Złotym Krzyżem Zasługi – Stanisław Suski.

### Źródła online
- Archiwum danych o posłach. Posłowie IV kadencji 2001-2005, Artur Balazs (pol.) [dostęp 2011-05-11].
- Internetowy System Aktów Prawnych, Uchwała Rady Państwa z dn. 12 grudnia 1981 r., w sprawie wprowadzenia stanu wojennego ze względu na bezpieczeństwo państwa (Dz. U., rok 1981, nr 29, poz. 155) (pol.) [dostęp 2011-05-12].
- Internetowy System Aktów Prawnych, Uchwała Rady Państwa z dn. 20 lipca 1983 r., w sprawie zniesienia stanu wojennego (Dz. U., rok 1983, nr 39, poz. 178) (pol.) [dostęp 2011-05-12].

### Opracowania
- Autor nieznany, „Solidarność” (1980-2005) na ziemi powiatu gryfickiego [w]: Biuletyn Oddziału Zarządu Regionu NSZZ „Solidarność” Pomorza Zachodniego w Gryficach, Gryfice 2005.
- Pronobis W., Polska i świat w XX wieku, Warszawa 1996.

### Opracowania online
- Kamiński Ł., Krajowa Komisja Wykonawcza NSZZ „Solidarność” w: M. Łątkowska (pod red.), Encyklopedia Solidarności (pol.) [dostęp 2011-05-11].
- Kamiński Ł., Tymczasowa Rada NSZZ „Solidarność” w: Łątkowska M. (pod red.), Encyklopedia Solidarności (pol.) [dostęp 2011-05-11].
- Łątkowska M., Kalendarium listopad 1980 w: Encyklopedia Solidarności (pol.) [dostęp 2011-05-11].
- Wójcikowa S., Artur Krzysztof Balazs w: Łątkowska M. (pod red.), Encyklopedia Solidarności (pol.) [dostęp 2011-05-11].

### Opracowania prasowe
- (ars), XXX-lecie Solidarności, „Panorama gryficka”, z dn. 18 września 2010 r., nr 17 (133), Koninko, Gądki 2010.
- Brzozowska Z., Wspomnienie z Powstania Warszawskiego, „Gazeta gryficka”, z dn. 8 sierpnia 2007 r., Łobez 2007.